# Cristian Herrera Fontanella
Cristian Herrera Fontanella (Santa Coloma de Farnés, España, 29 de marzo de 1994) es un futbolista profesional español que juega como delantero en el C. D. Alcoyano de la Primera Federación.

## Carrera
Natural de Santa Coloma de Farnés, Cristian puede alternar las posiciones de extremo derecho y delantero, formado en las categorías inferiores del RCD Espanyol hasta 2006, año que ingresó en la Masía para jugar hasta 2013 en la cantera del FC Barcelona.
Tras siete años en el club blaugrana y acabar su etapa en el juvenil "A", en julio de 2013 firma por el Villarreal CF C de la Tercera División de España.
En la temporada 2014-15, jugaría dos partidos con el Villarreal CF B de la Segunda División B de España.
Tras dos años en el tercer equipo castellonense, en julio de 2015 firma por la Pobla de Mafumet CF de la Segunda División B de España, donde juega 24 partidos en los que anota 3 goles.
El 6 de julio de 2016, firma por el CF Gavà de la Segunda División B de España, donde juega 15 partidos.
El 6 de febrero de 2017, firma por el FC Naters de Suiza.
En julio de 2017, regresa a España para jugar en el UD Alzira de la Tercera División de España, con el que anota 14 goles durante la primera vuelta de la competición.
El 22 de enero de 2018, firma por el CD Castellón de la Tercera División de España, con el que logra el ascenso a la Segunda División B de España.
El 22 de julio de 2018, Cristian es cedido a la UD Ibiza de la Segunda División B de España, donde juega 19 partidos en los que anota un gol.
El 31 de enero de 2019, rompe el contrato de cesión con el conjunto balear y firma en calidad de cedido hasta final de temporada por la UD Almería B, donde juega 12 partidos en los que anota un gol.
El 5 de julio de 2019, firma por el Club de Fútbol Intercity de la Tercera División de España. En el conjunto alicantino jugaría durante cuatro temporadas, logrando dos ascensos de categoría, uno a la Segunda Federación y otro a la Primera Federación.
El 31 de enero de 2023, firma por el C. E. Sabadell F. C. de la Primera Federación.

## Clubes
| Club                     | País   | Año       |
| ------------------------ | ------ | --------- |
| Villarreal CF C          | España | 2013-2015 |
| Villarreal CF B          | España | 2015      |
| Pobla de Mafumet CF      | España | 2015-2016 |
| CF Gavà                  | España | 2016-2017 |
| FC Naters                | Suiza  | 2017      |
| UD Alzira                | España | 2017-2018 |
| CD Castellón             | España | 2018-2019 |
| UD Ibiza (cedido)        | España | 2018      |
| UD Almería B (cedido)    | España | 2019      |
| Club de Fútbol Intercity | España | 2019-2023 |
| C. E. Sabadell F. C.     | España | 2023-2024 |
| San Fernando C. D.       | España | 2024      |
| C. D. Alcoyano           | España | 2024-act. |